# سد موصل
سد موصل، در مسیر رود دجله، در ۴۰۰ کیلومتری تا بغداد و واقع در ۵۰ کیلومتری شمال شهر موصل در شمال استان نینوا قرارگرفته است که بزرگترین سد عراق و چهارمین سد بزرگ خاورمیانه است.
این سد در سال ۱۹۸۶ تأسیس شده‌است و ۳٫۲ کیلومتر طول و ۱۳۱ متر ارتفاع دارد و ذخیره آبی معادل حدود ۱۱ میلیارد متر مکعب دارد. سد موصل با توجه به زمان شروع عملیات اجرایی آن در ۱۹۸۰ میلادی و بهره‌برداری از آن در ۱۹۸۶، یک سازه نسبتاً قدیمی تلقی می‌شود که به صورت مستمر نیاز به ترمیم و بازسازی دارد.